# Lupión
Lupión ist ein südspanischer Ort und eine Gemeinde (municipio) mit insgesamt 806 Einwohnern (Stand: 2024) im Zentrum der Provinz Jaén in der autonomen Region Andalusien. Zur Gemeinde gehört auch die Ortschaft Guadalímar.

## Lage
Lupión liegt knapp 40 km (Fahrtstrecke) nordöstlich der Provinzhauptstadt Jaén in einer Höhe von ca. 335 m.
Das Klima im Winter ist gemäßigt, im Sommer dagegen warm bis heiß; die geringen Niederschlagsmengen (ca. 465 mm/Jahr) fallen – mit Ausnahme der nahezu regenlosen Sommermonate – verteilt übers ganze Jahr.

## Bevölkerungsentwicklung
| Jahr      | 1970  | 1980  | 1990  | 2000  | 2010 | 2020 |
| Einwohner | 1.655 | 1.266 | 1.157 | 1.043 | 961  | 828  |

Die deutliche Bevölkerungsrückgang in der zweiten Hälfte des 20. Jahrhunderts ist im Wesentlichen auf die nahezu ausschließliche Anpflanzung von Olivenbäumen, die damit einhergehende Mechanisierung und den daraus resultierenden Verlust von Arbeitsplätzen zurückzuführen.

## Sehenswürdigkeiten
- Kirche Mariä Himmelfahrt (Iglesia de Nuestra Señora de la Asunción)
- Turm

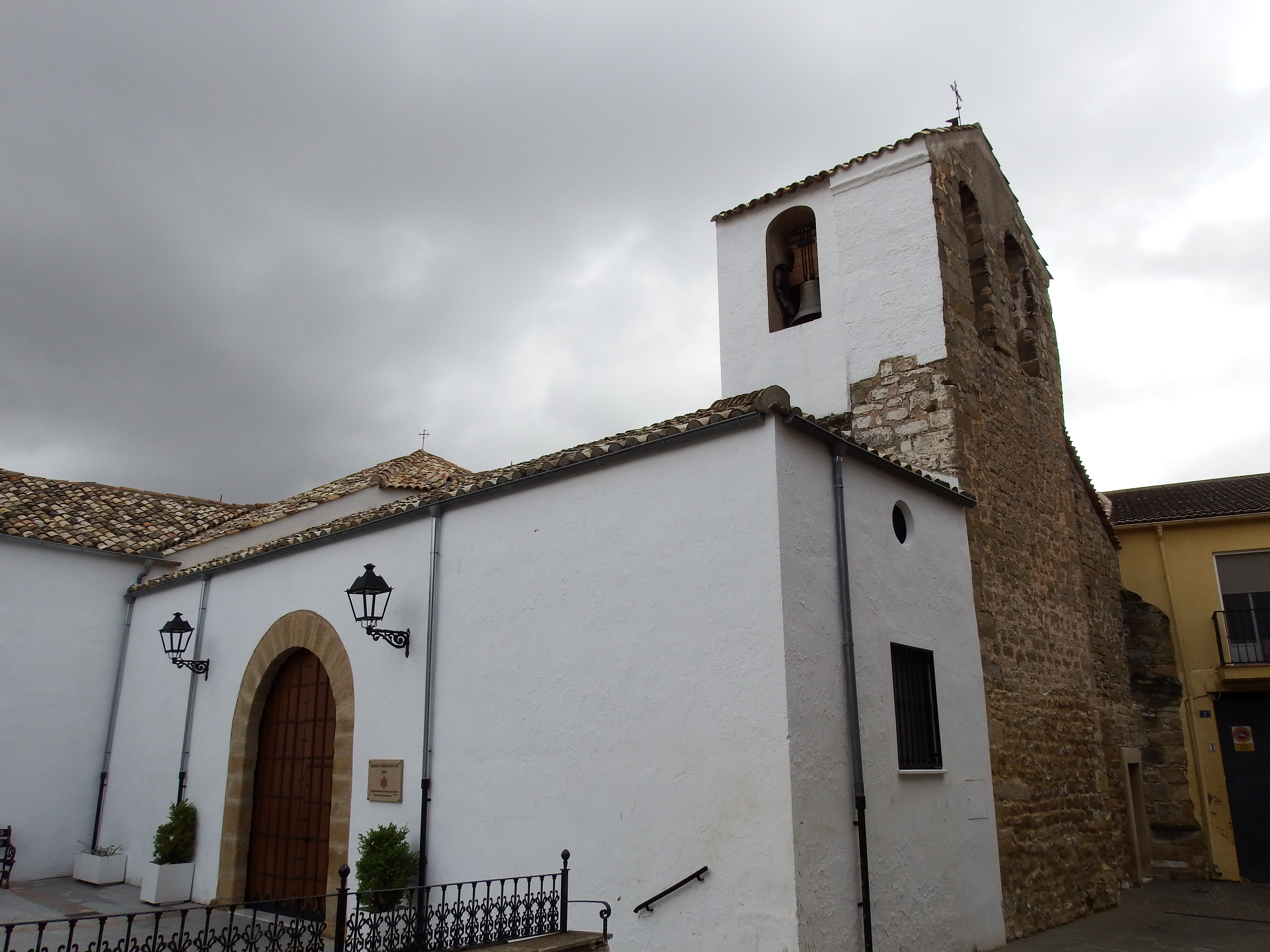
Kirche Mariä Himmelfahrt
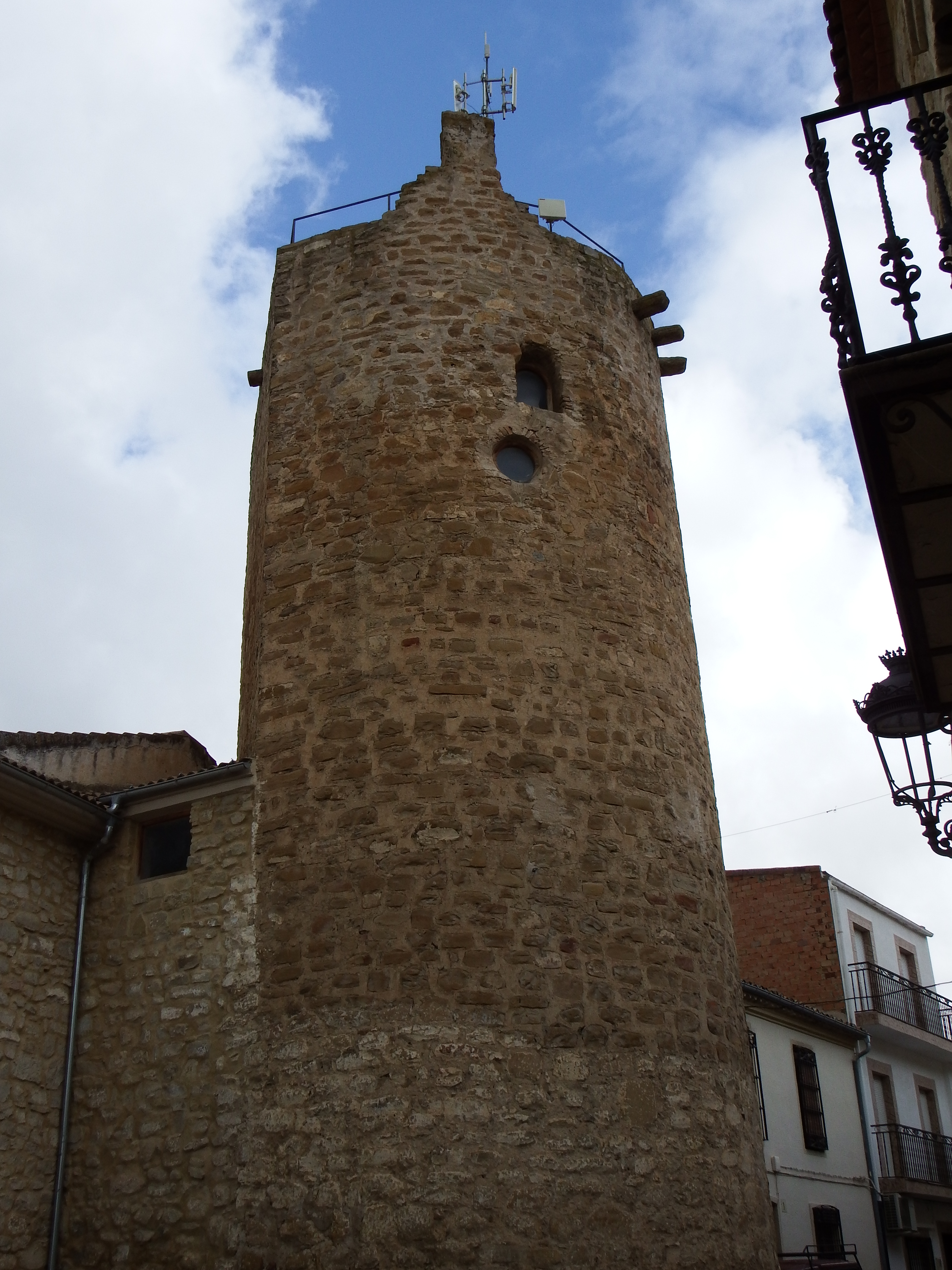
Turm
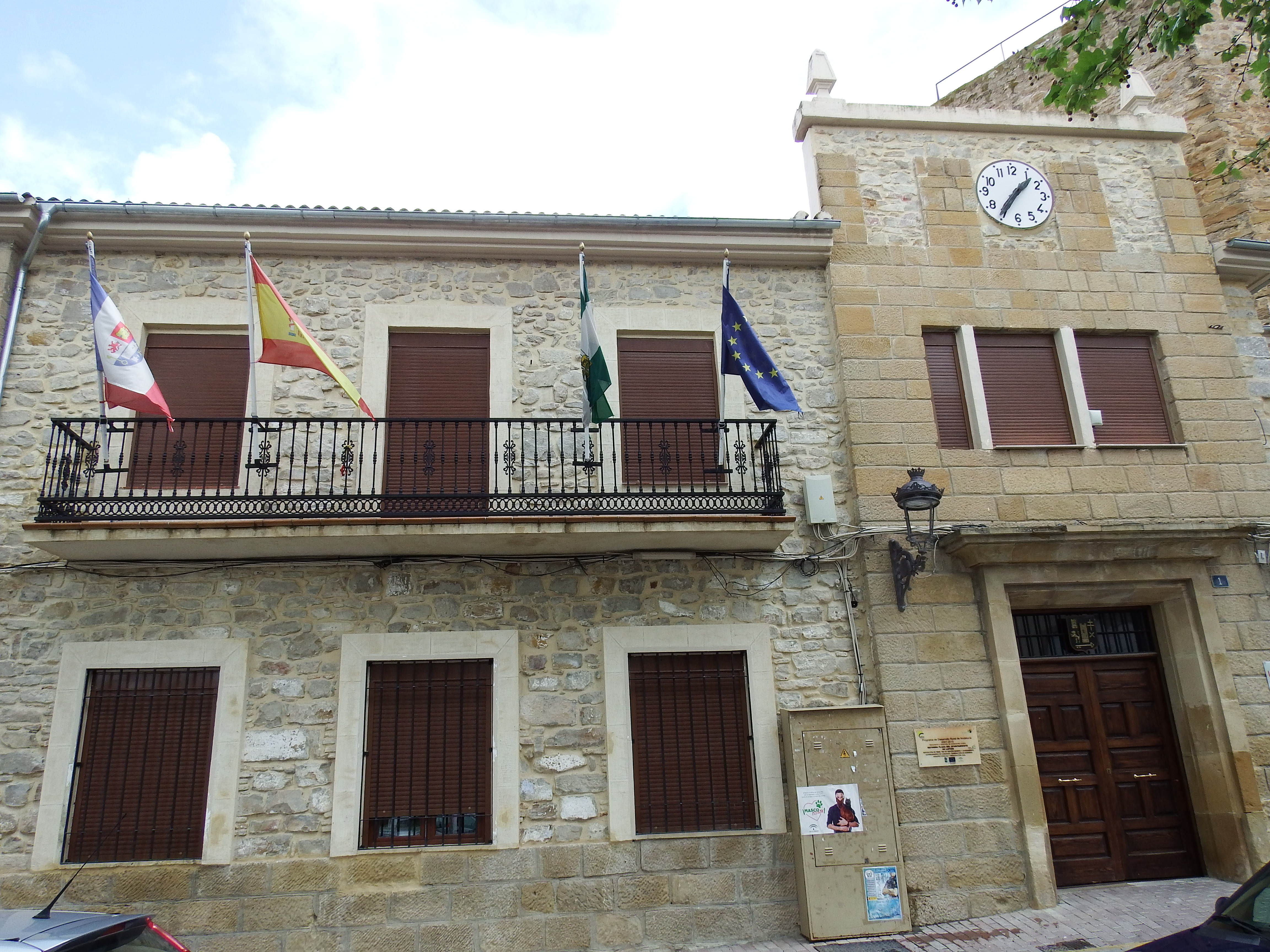
Rathaus

## Persönlichkeiten
- Amalia Ramírez (1834–1918), Zarzuela-Sängerin
- Fanny Rubio (* 1949), Literaturwissenschaftlerin